# Alexander-von-Humboldt-Schule Neumünster
Die Alexander-von-Humboldt-Schule Neumünster ist ein Gymnasium in Neumünster, Schleswig-Holstein. Es trägt die Abkürzung AHS.

## Geschichte
Die Schule wurde 1974 gegründet, um dem gestiegenen Bedarf an schulischer Bildung im nördlichen Stadtgebiet nach den Eingemeindungen der Stadtteile Einfeld, Gadeland und Tungendorf gerecht zu werden.
Die Standortentscheidung fiel in einer umstrittenen Ratsversammlung am 18. Dezember 1973. Während der SPD Ortsverband mit dem damaligen Oberbürgermeister Uwe Harder den Stadtteil Tungendort befürwortete, beschloss man einer knappen Mehrheit von einer Stimme für den Antrag der CDU Neumünster zugunsten des Stadtteils Einfeld, woraufhin der damalige Oberstudienrat und Ratsherr Hatto Klamt mit dem Aufbau der Schule beauftragt wurde.
Der Name „Alexander von Humboldt“ wurde auf seinen Vorschlag hin gewählt, da dieser das Ideal eines humanistisch gebildeten Naturwissenschaftlers verkörperte.
Der Unterricht begann am 19. August 1974 mit drei fünften Klassen in provisorischen Räumen der Timm-Kröger-Schule, später auch in der Vicelinschule und der Theodor-Litt-Schule.
Der erste Spatenstich für den Neubau am Roschdohler Weg erfolgte am 10. August 1975. Im August 1976 konnte das neue Schulgebäude bezogen werden. In den folgenden Jahren wurde die Schule baulich erweitert.
Nach der Pensionierung von Hatto Klamt im Jahr 2001 übernahm Doris Weege die Schulleitung. Nach ihrer Pensionierung wurde Philipp Kraft 2019 zum Schulleiter gewählt.
Im Jahr 2024 feierte die Alexander-von-Humboldt-Schule ihr 50-jähriges Bestehen mit einer Festwoche, einem Jubiläumsball und zahlreichen Projekten zur Schulgeschichte und Zukunftsperspektive.

## Jahrgänge und Besonderheiten

### Orientierungsstufe
Die Orientierungsstufe besteht aus den Jahrgängen 5 und 6. Sie soll den „Übergang von der Grundschule auf das Gymnasium“ gewährleisten.
Die Kinder besuchen im ersten Halbjahr der 5. Klasse den Schwimmunterricht.
Die Schülerinnen und Schüler werden von „Paten“ – zu Mediatoren ausgebildeten Mittelstufenschülern – betreut und besuchen verschiedene Fachtage. Im Fach „Klasse werden“ wird das „soziale Lernen in der Klassengemeinschaft“ gefördert.

### Mittelstufe
Die Mittelstufe (Sekundarstufe I) umfasst die Jahrgänge 7 bis 10.
Ab Klassenstufe 7 ist es möglich, in den Fächern Geschichte und Biologie bilingual unterrichtet zu werden.
Im 9. und 10. Jahrgang belegen die Schülerinnen und Schüler einen Wahlpflichtkurs mit 3 („Mensch, Sport und Wettkampf“/Spanisch: 4) Schulstunden pro Woche. Im Schuljahr 2024/25 standen die Fächer Latein, Meereskunde, Mensch, Sport und Wettkampf, Musik, Tanz und Technik, Recht und Medien, Spanisch und Technik zur Wahl. Im Fach Technik nimmt die Schule unter anderem am Wettkampf Formel 1 in der Schule teil.
In Klassenstufe 9 absolvieren die Schülerinnen und Schüler ein ein- oder zweiwöchentliches Betriebspraktikum.
Die Schülerinnen und Schüler halten in Gruppen aus 2 bis 3 Mitschülern desselben Jahrgangs zu Beginn des zweiten Halbjahres der Klassenstufe 9 eine Präsentationsprüfung. Fach und Thema können frei gewählt werden; ein Fünftel der Schulnote im behandelten Schulfach setzt sich aus der Präsentationsprüfungsnote zusammen.

### Oberstufe
Die Alexander-von-Humboldt-Schule bietet eine Profiloberstufe an.
Im Schuljahr 2024/25 standen die Profilfächer Französisch, Latein, Erdkunde, Geschichte, Wirtschaft/Politik, Sport, Biologie und Chemie zur Wahl.
Neben dem Profilfach konnten die Schülerinnen und Schüler zwischen den folgenden Fächern wählen:
- Musik, Kunst oder Darstellendes Spiel,
- Französisch, Latein oder Spanisch und
- zwei der Fächer Physik, Chemie, Biologie und Informatik.[13]

Im 11. Jahrgang (Einführungsphase) wird einstündig Unterricht im Fach Berufsorientierung erteilt, im Jahrgang 12 (Q1) findet das Profilseminar statt.
Im Rahmen der Berufsorientierung findet im 11. Jahrgang (Einführungsphase) ein zweites Betriebspraktikum statt. Im 12. Jahrgang absolvieren die Schülerinnen und Schüler ein Wirtschaftspraktikum, das in der Regel nach den Herbstferien stattfindet.

## Engagement und AGs
Die Schule bietet vielfältige AGs wie einen Unterstufen-, Mittelstufen- und Oberstufenchor, einer Forscher-AG sowie einer Regelwald-AG, der „Büchola“ – einer Pausenbücherei für Orientierungsstufenschüler –, Plattdeutsch, Japanisch, Yoga, Werken, Zeichnen sowie eine Stark-mach-AG an. Diese sind meist auf einzelne Jahrgänge zugeschnitten und finden nach dem Unterricht statt.
Schülerinnen und Schüler können sich an einer Schülervertretung, Schülerzeitung, bei den Schulsanitätern sowie an Wettkämpfen wie der Langen Nacht der Mathematik oder Jugend Debattiert beteiligen.

## Technische und fachliche Ausstattung
Die Schule verwendet Smartboards als Ergänzung zu Tafeln und Whiteboards. Die Kommunikation zwischen SuS und Lehrkräften, Dateiaustausch und Kurswahlen erfolgt über das Programm IServ. Ab der 10. Klasse dürfen Tablets im Unterricht als Schreib- und Recherchemittel verwendet werden. Davon abgesehen ist die Nutzung elektronischer Geräte während der Schulzeit für Orientierungs- und Mittelstufe verboten.
Die Fächer Kunst, Musik, Sport, Informatik sowie der Wahlpflichtkurs Technik verfügen über eigene Unterrichtsräume. Chemie, Biologie und Physik teilen sich die Räumlichkeiten im naturwissenschaftlichen Teil der Schule.
Die angrenzende Grund- und Gemeinschaftsschule Einfeld stellt der AHS 6 Klassenräume zur Verfügung und nutzt deren Sporthalle. Die Partnerschulen nutzen eine Schulmensa auf dem Gelände der AHS gemeinschaftlich.